# Profvoetballer van het Jaar 1996
Het gala van de Profvoetballer van het Jaar 1996 werd georganiseerd op 12 mei 1996 in het Hilton Hotel in Brussel. Luc Nilis won de Belgische voetbaltrofee als speler van PSV. Hij is tot op heden de laatste speler uit een buitenlandse competitie die de prijs wist te winnen.

## Winnaars
Luc Nilis, de man die even makkelijk met zijn linker- als met zijn rechtervoet kon scoren, stond in België bekend als de speler met de beste traptechniek. De sierlijke aanvaller won echter nooit de Gouden Schoen en dus trok hij in 1994 naar het buitenland. In Nederland gooide de spits van PSV hoge ogen. In maart 1996 kreeg hij in Nederland wel de Gouden Schoen. In 1996 werd hij door zijn Belgische collega's bekroond met de trofee voor Profvoetballer van het Jaar.
Philippe Vande Walle, de spectaculaire doelman die ook makkelijk strafschoppen omzette, werd verkozen tot Keeper van het Jaar. De 18-jarige Nigeriaan Celestine Babayaro volgde zichzelf op als Jonge Profvoetballer van het Jaar en Hugo Broos werd voor de tweede keer Trainer van het Jaar. Hij won in 1996 met Club Brugge de landstitel.
Guy Goethals werd voor de derde en laatste keer uitgeroepen tot Scheidsrechter van het Jaar. Hij deed zo beter dan zijn voorganger Alphonse Constantin. Filip De Wilde, doelman van RSC Anderlecht, kreeg de Fair-Playprijs.

## Uitslag

### Profvoetballer van het Jaar
| Nr. | Land            | Winnaar             | Club             | Ptn. |
| --- | --------------- | ------------------- | ---------------- | ---- |
| 1.  | Vlag van België | Luc Nilis           | PSV              | 404  |
| 2.  | Vlag van België | Philippe Albert     | Newcastle United | 238  |
| 3.  | Vlag van België | Franky Van der Elst | Club Brugge      | 215  |

### Keeper van het Jaar
| Nr. | Land            | Winnaar              | Club            | Ptn. |
| --- | --------------- | -------------------- | --------------- | ---- |
| 1.  | Vlag van België | Philippe Vande Walle | Germinal Ekeren | 585  |
| 2.  | Vlag van België | Filip De Wilde       | RSC Anderlecht  | 501  |
| 3.  | Vlag van België | Dany Verlinden       | Club Brugge     | 134  |

### Trainer van het Jaar
| Nr. | Land            | Winnaar           | Club        | Ptn. |
| --- | --------------- | ----------------- | ----------- | ---- |
| 1.  | Vlag van België | Hugo Broos        | Club Brugge | 436  |
| 2.  | Vlag van België | René Vandereycken | RWDM        | 381  |
| 3.  | Vlag van België | Eric Gerets       | Lierse SK   | 144  |

### Jonge Profvoetballer van het Jaar
| Nr. | Land              | Winnaar            | Club           | Ptn. |
| --- | ----------------- | ------------------ | -------------- | ---- |
| 1.  | Vlag van Nigeria  | Celestine Babayaro | RSC Anderlecht | 400  |
| 2.  | Vlag van België   | Geoffrey Claeys    | Cercle Brugge  | 302  |
| 3.  | Vlag van Brazilië | Zefilho            | Lierse SK      | 182  |

### Scheidsrechter van het Jaar
| Nr. | Land            | Winnaar                 | Ptn. |
| --- | --------------- | ----------------------- | ---- |
| 1.  | Vlag van België | Guy Goethals            | 364  |
| 2.  | Vlag van België | Frans Van Den Wijngaert | 363  |
| 3.  | Vlag van België | Leon Schelings          | 147  |

### Fair-Playprijs
| Nr. | Land               | Winnaar         | Club               | Ptn. |
| --- | ------------------ | --------------- | ------------------ | ---- |
| 1.  | Vlag van België    | Filip De Wilde  | RSC Anderlecht     | 42   |
| 2.  | Vlag van Nederland | Simon Tahamata  | Germinal Ekeren    | 41   |
| 3.  | Vlag van België    | Raymond Mommens | Sporting Charleroi | 35   |